# Yunga cartwrighti
Yunga cartwrighti är en insektsart som beskrevs av Young 1968. Yunga cartwrighti ingår i släktet Yunga och familjen dvärgstritar. Inga underarter finns listade i Catalogue of Life.